# Flash Gordon Ramsay Street
Flash Gordon Ramsay Street — четвертий студійний альбом австралійського скейт-панк гурт The Decline, виданий 30 серпня 2019 року на лейблі Pee Records та поширений на міжнародному рівні лейблами Thousand Island Records (Північна Америка), Bearded Punk Records (Європа) and Disconnect Disconnect Records (Велика Британія).
Альбом записано, зміксовано та розроблено Brody Simpson та Mark McEwen у Underground Studios, що в місті Booragoon, Західна Австралія в 2018 році.
Альбом містить 17 композицій, також в записі брали участь запрошені вокалісти: Нуно Перейра (A Wilhelm Scream), Stacey Dee (Bad Cop/Bad Cop) та Noah Skape (FAIM).

## Список композицій
| #   | Назва                                 | Тривалість |
| --- | ------------------------------------- | ---------- |
| 1.  | «Bullet With Buffalo Wings»           | 01:11      |
| 2.  | «Brovine»                             | 02:11      |
| 3.  | «It Was Always You»                   | 02:03      |
| 4.  | «War»                                 | 01:52      |
| 5.  | «Verge Collection»                    | 01:44      |
| 6.  | «Summerbucht»                         | 00:06      |
| 7.  | «Changing My Shoes»                   | 02:54      |
| 8.  | «Smashed Avo»                         | 00:40      |
| 9.  | «Real Again»                          | 02:44      |
| 10. | «High Extinction»                     | 01:19      |
| 11. | «I’m Not Alright»                     | 01:44      |
| 12. | «Don’t Jump A Giftshark In The Mouth» | 01:58      |
| 13. | «Bahia De Verano»                     | 00:05      |
| 14. | «Get Hyrule, Save Zelda»              | 02:40      |
| 15. | «The More You Know»                   | 00:36      |
| 16. | «Your Funeral»                        | 02:30      |
| 17. | «Josh»                                | 03:47      |

## Учасники запису
- Pat Decline — вокал, гітара
- Ben Elliott — вокал, гітара, піаніно, акустична гітара
- Ray Ray — бас-гітара
- Harold Holt — ударні
- Brody Simpson — виробництво, інжиніринг, редагування та змішування
- Mark McEwen — виробництво, інжиніринг, редагування та змішування
- Simon Strothers — мастеринг
- Pete Pee — незалежне ліцензування
- Stacey Dee — запрошений вокаліст у «Verge Collection»
- Нуно Перейра — запрошений вокаліст у «WAR»
- Noah Skape — запрошений вокаліст у «Don't Jump A Giftshark In The Mouth»
- Annie Walter — обкладинка альбому, маркування